# Saraikela

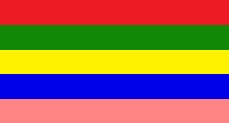
Bandera de Saraikela

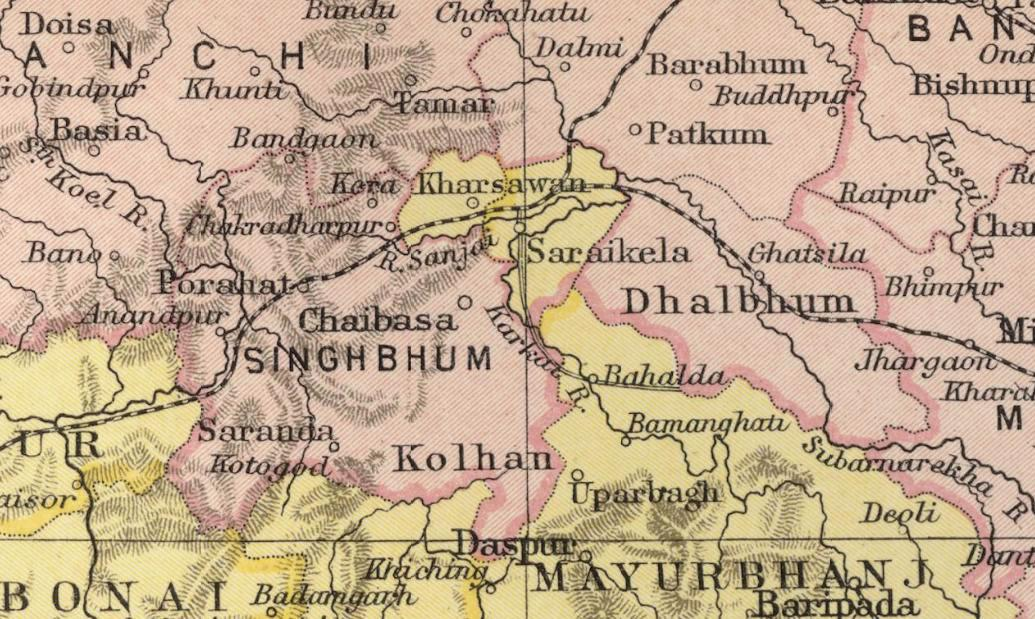
Saraikela a un mapa de l'Imperial Gazetteer of India

Saraikala o Saraikela fou un estat tributari protegit a Chhota Nagpur, del grup d'estats de Chhota Nagpur, al districte de Singhbhum. La capital era Saraikala o Saraikela (ciutat) a 22° 41′ 52″ N, 85° 58′ 28″ E / 22.69778°N,85.97444°E amb 3.711 habitants el 1901 (era municipalitat).

## Geografia
Limitava al nord amb el districte de Manbhum; a l'est i oest amb el districte de Singhbhum; i al sud amb l'estat de Mayurbhanj. El riu principal era el Kharkai que s'unia al Sanjai, afluent del Subarnarekha.
La superfície era de 1163 km².

## Població
El 1872 tenia 66.347 habitants repartits en 568 pobles; no consta al cens del 1881; el 1891 era de 93.839 i el 1901 de 104.539 repartits en 816 pobles. Dos terços eren hinduistes i un terç animistes. Les tribus principals eren el hos, santals i kurmis.

## Història
L'origen dels sobirans, antigament rages de Singhbhum, té dos tradicions diferents: una d'origen aborigen que diu que el fundador fou un infant descobert abandonat en un forat d'un arbre per un cap bhuiya; el noi va arribar a cap del poble i va ser adorador de Pauri o Pahciri Devi, una peculiar divinitat bhuiya corresponent a Thakurani Mai dels bhuiyes a Keunjhar. L'altra tradició defensada per la família reial és que eren rathors rajputs kshattriyes de pura sang i que el primer de la nissaga, un kadambansi rajput procedent de Marwar, va passar pel país anant de pelegrinatge a la capella de Jagannath a Puri, i fou escollit pel poble com a raja; temps després un conflicte entre els bhuiyes de Singhbhum oriental i els larka kols del Kolhan central, el raja es va unir als kols, va derrotar els bhuiyes i va assolir la sobirania sobre les dues tribus. Una tercera versió és que eren descendents d'un oficial de l'exèrcit de Man Singh (1589 a 1606) enviat a Bengala en temps de la rebel·lió de Dawud Khan Kararani.
En tot cas el districte de Singhbhum fou governat per una sola família de rages. Els estats de Saraikela i Kharsawan van quedar separats del domini original com a parts assignades a membres júnior de la nissaga reial. El primer raja de Saraikela fou Bikram Singh, fill segon del raja Jagannath Singh III de Singhbhum, que fou regent del regne patern durant la minoria del seu nebot; el seu territori tenia uns 130 km² i era conegut com a “Singhbhum Pir”, amb 12 pobles, limitat al nord pel riu Sanjay i al sud pel Kharkai; al nord va arrabassar territoris als governants dels districtes (pirs) de Patkum-Kandra (Dumra) i Bank Shahi, i al nord-est des de Barabhum va conquerir els districtes (pirs) de Gamharia i Satar Khani.
Aviat els sobirans de Saraikela es van fer independents i van estendre gradualment el seu poder fins a esdevenir rivals seriosos del cap de família de Singhbhum, amb seu a Porahat. Anhiran Singh (1743-1818) va ajudar a dominar una revolta dels bhuiyes a Mayurbhanj, i el maharajà d'aquest estat li va cedir alguns territoris i després va conquerir territoris del Raja de Kharsawan. Saraikala i Kharsawan que lindaven amb els Jungle Mahals de Bengala van signar acords amb els britànics per la devolució de fugitius el 1793. El 1803 el raja de Saraikela, Kunwar Abhiram Singh, va rebre una petició d'ajut contra els bhonsles de Nagpur de Lord Wellesley. El 1818 el raja de Porahat, Gansham o Ghanasyam Singh Deo, es va sotmetre voluntàriament als britànics amb la condició de ser reconegut senyor feudal del raja de Saraikala (sobirania establerta sobre un ancestre, Vikram Singh de Saraikela, que havia regnat temps abans i sobre Babu Chaitan Singh de Kharsawan); també va reclamar la devolució d'una imatge religiosa que havia caigut en mans de Babu Vikram Singh de Saraikala; i finalment ajut en la lluita contra la tribu dels larka kols o hos. El govern britànic va rebutjar aquestes pretensions però va acceptar rebre només un tribut nominal de 101 lliures i no interferir en els afers interns. El 1820 es van signar nous tractat amb Saraikela i Kharsawan que establien un tribut que de fet mai no fou pagat tot i que sovint els rages van demanar contingents militars per suprimir disturbis. El 1823 el raja de Saraikela va retornar al de Parahat l'ídol que aquest reclamava, per una orde del govern britànic. Bikram Singh II (1818-1823) durant el seu regnat va conquerir diversos territoris incloent el pir de Kuchang, un districte la meitat que tot Saraikela, que pertanyia a Mayurbhanj (la conquesta fou acabat pel seu successor). El 19 de febrer de 1856 el raja va rebre el títol personal de raja bahadur i pels seus serveis durant el motí (1857-1858) va rebre un khilat consistent en el subestat de Karaikela (confiscat al rebel raja de Porahat) lliure de renda i a perpetuïtat. Raja Udit Narayan Singh Deo Bahadur va ajudar els britànics en les revoltes de Bonai i Keonjhar de 1888 i 1891; el títol de raja bahadur va esdevenir hereditari. El 1899 va rebre un sanad amb diverses concessions. El 1922 el raja va rebre el títol personal de maharajà que el seu fill va rebre només per cortesia.
L'estat tenia inclosos els estats feudataris de Dugni, Banksai i Icha, que foren originalment dominis cedits pel manteniment de membres de la família reial i que no pagaven renda. El raja dirigia els afers sota control del subcomissionat de Singhbhum i el comissionat de Chhota Nagpur.

## Bandera
La bandera era rectangular amb cinc franges horitzontals, de dalt a baix: vermella, verde, groga, blava i propra. Al mig brodat un gran escut de l'estat.

## Llista de kunwars i rages
- Kunwar Budha Bikram Singh I 1620-?
- Kunwar Nrusingh ?-1728 (fill)
- Kunwar Satrughan Singh 1728-1743 (fill)
- Raja Abhiram Singh 1743-1818 (fill)
- Raja Bikram Singh II 1818-1823 (fill)
- Kunwar Ajambar Singh 1823-1837 (fill)
- Raja Bahadur Chakradhar Singh Deo 1837-1883 (fill)
- Maharaja Udit Narayan Singh Deo 1883-1931 (fill)
- Raja Aditya Pratap Singh Deo 1931-1948 (+1969, fill)